# Вернер Шульте
Ве́рнер Шу́льте (нім. Werner Schulte; 7 листопада 1912, Кіль — 5 жовтня 1942, Атлантичний океан) — німецький офіцер-підводник, корветтен-капітан крігсмаріне.

## Біографія
1 квітня 1931 року вступив на флот. З березня 1938 року — дивізійний, артилерійський і вахтовий офіцер на легкому крейсері «Кенігсберг». Після потоплення крейсері 11 квітня 1940 року переданий в розпорядження морського коменданта Бергена. З 26 жовтня 1940 по 29 березня 1941 року пройшов курс підводника, з 30 березня по 24 квітня — курс командира підводного човна, після чого був переданий в розпорядження 7-ї флотилії. З 30 квітня по 4 червня 1941 року пройшов командорську практику на підводному човні U-98, на якому взяв участь в одному поході (1-29 травня 1941), під час якого були потоплені 3 кораблі загальною водотоннажністю 23 307 тонн. 5 червня 1941 року знову переданий в розпорядження 7-ї флотилії. 1 липня 1941 року направлений на будівництво U-582. З 7 серпня 1941 року — командир U-582, на якому здійснив 4 походи (разом 176 днів у морі) і потопив 7 кораблів загальною водотоннажністю 38 872 тонни.
| Дата            | Назва корабля    | Тип               | Тоннаж | Вантаж | Екіпаж | Загинули | Країна             | Конвой |
| --------------- | ---------------- | ----------------- | ------ | --- | ------ | -------- | ------------------ | ------ |
| 26 січня 1942   | Refast           | Паровий танкер    | 5,189  | Баласт | 42     | 10       | Британська імперія | ON-56  |
| 12 липня 1942   | HMNZS ML-1090    | Патрульний катер  | 46     | |        |          | Нова Зеландія      |        |
| 12 липня 1942   | Port Hunter      | Торговий пароплав | 8,826  | Генеральні вантажі, включно з боєприпасами, глибинними бомбами та патрульним катером як палубним вантажем | 91     | 88       | Британська імперія | OS-33  |
| 15 липня 1942   | Empire Attendant | Торговий пароплав | 7,524  | Товари і транспортні засоби                                                                               | 59     | 59       | Британська імперія | OS-33  |
| 22 липня 1942   | Honolulan        | Торговий пароплав | 7,493  | 8350 тонн марганцевої руди та джуту                                                                       | 39     | 0        | США                |        |
| 27 липня 1942   | Stella Lykes     | Торговий пароплав | 6,801  | Баласт | 53     | 1        | США                |        |
| 22 вересня 1942 | Vibran           | Торговий теплохід | 2,993  | Баласт | 48     | 48       | Норвегія           |        |

5 жовтня 1942 року U-582 був виявлений американським летючим човном «Каталіна» південно-західніше Ісландії і затоплений глибинними бомбами. Всі 46 членів екіпажу загинули.

## Звання
- Кандидат в офіцери (1 квітня 1931)
- Морський кадет (1 квітня 1932)
- Фенріх-цур-зее (1 січня 1933)
- Оберфенріх-цур-зее (1 січня 1935)
- Лейтенант-цур-зее (1 квітня 1935)
- Оберлейтенант-цур-зее (1 січня 1937)
- Капітан-лейтенант (1 жовтня 1939)
- Корветтен-капітан (1 жовтня 1942, посмертно заднім числом)

## Нагороди
- Медаль «За вислугу років у Вермахті» 4-го класу (4 роки)
- Залізний хрест
  - 2-го класу (14 травня 1940)
  - 1-го класу (12 серпня 1942)
- Нагрудний знак флоту (28 жовтня 1941)
- Нагрудний знак підводника (8 лютого 1942)